# Clan du Néon
Pour les articles homonymes, voir CDN.

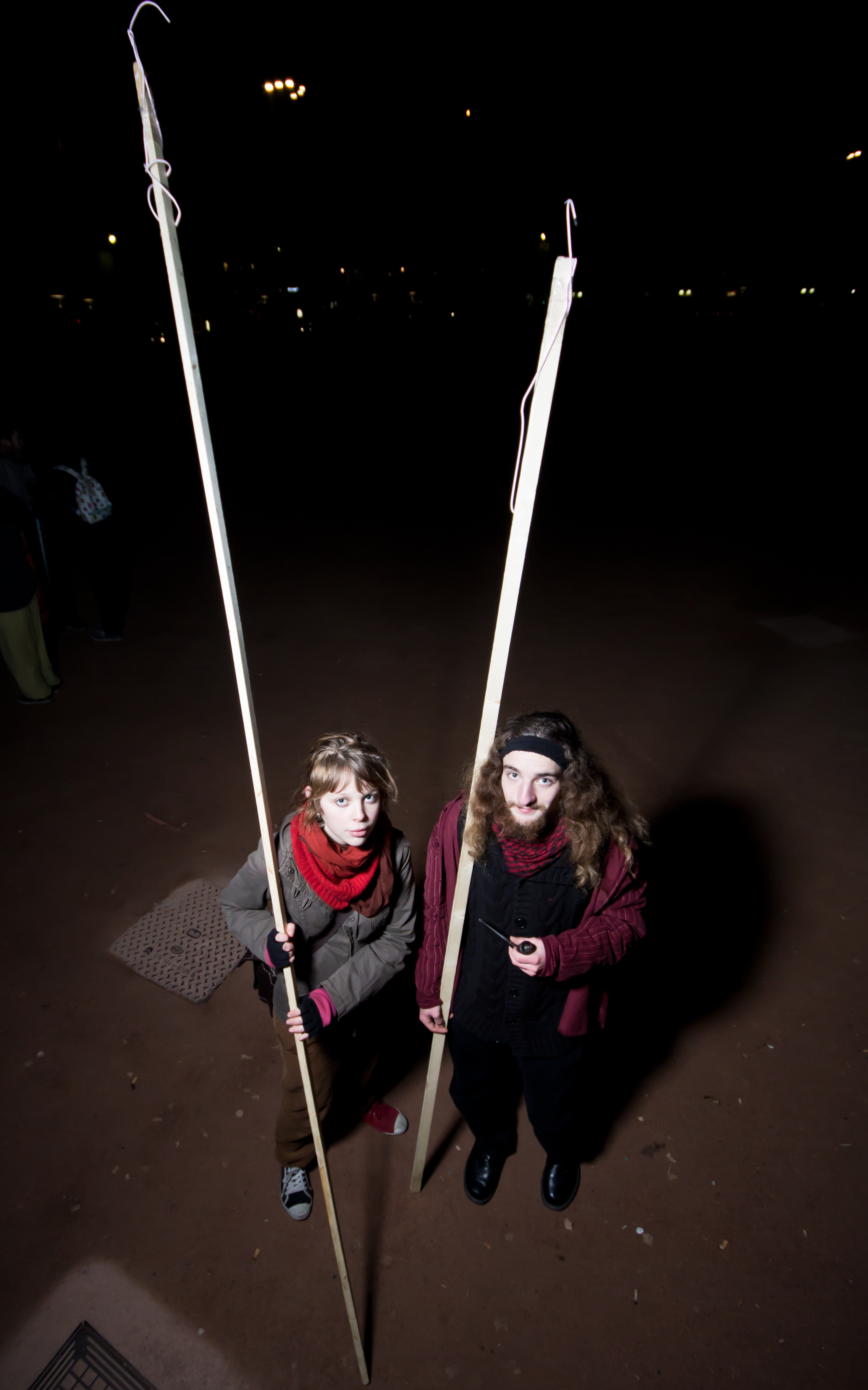
Perches d'extinction.

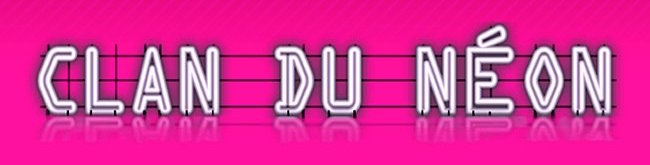
Logo du mouvement « Clan du Néon » utilisé sur le blog.

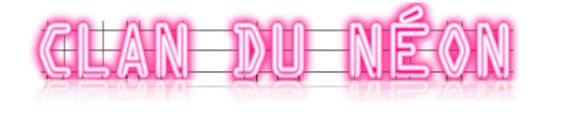
Logo du Clan du Néon utilisé sur le blog à l'origine.

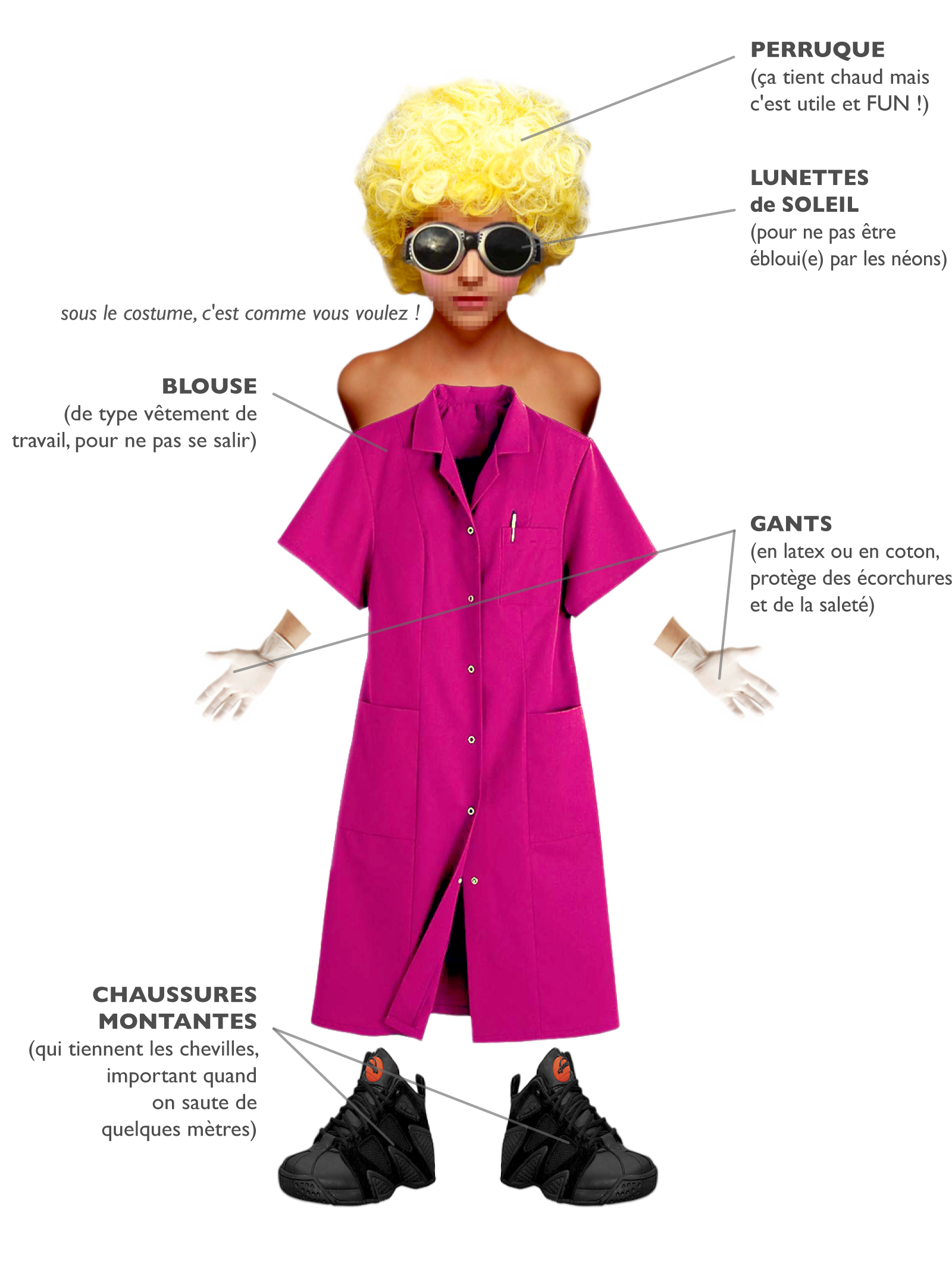
Un équipement proposé pour éteindre les néons dans de bonnes conditions si on n'utilise pas une perche.

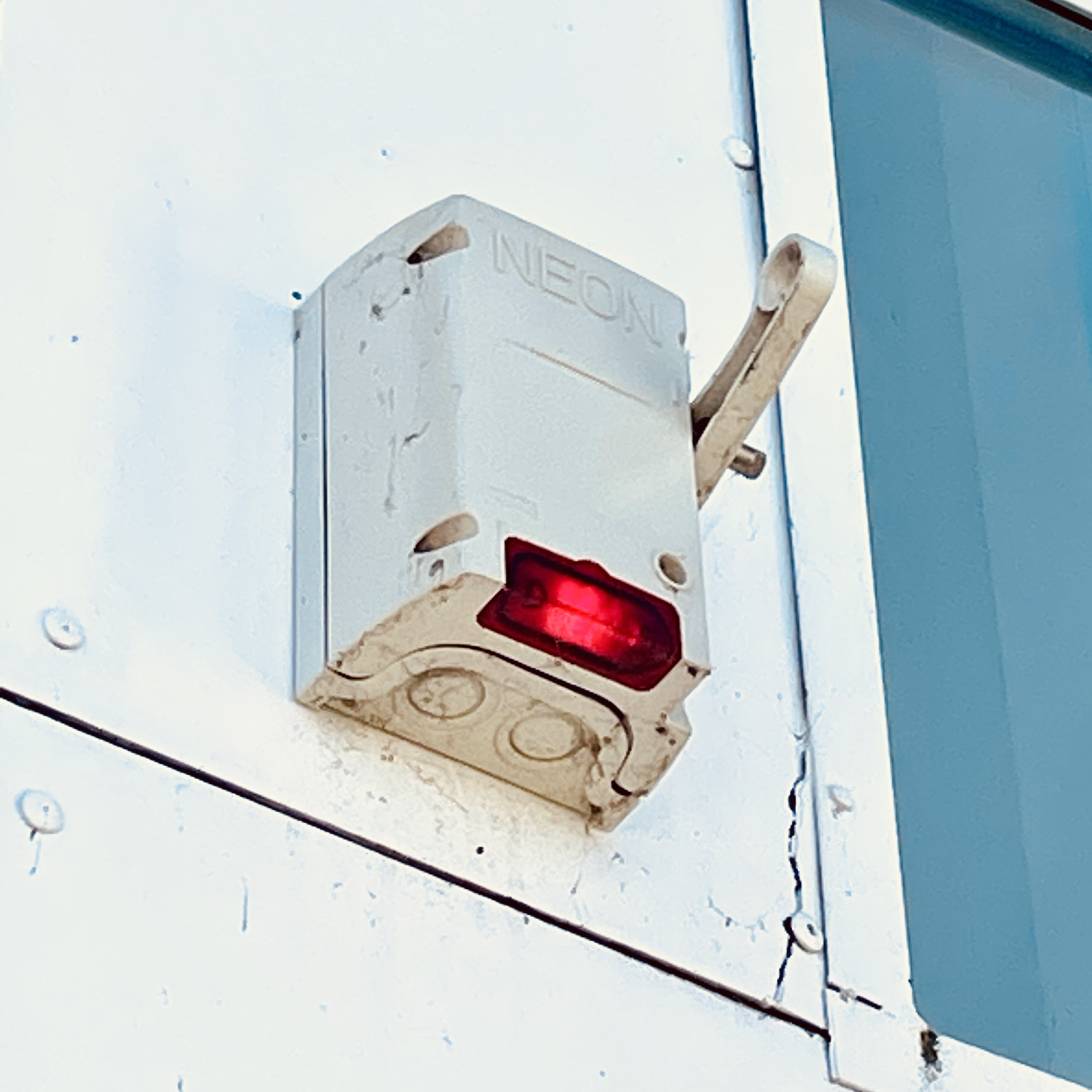
Interrupteur extérieur d’une enseigne lumineuse d’un commerce.

Le Clan du Néon (CDN) ou Pêcheurs d'énergie est un mouvement disséminé en petits groupes dans toute la France et réunis autour de la lutte contre la pollution lumineuse et les publicités imposées. Des actions directes et non-violentes sont menées régulièrement dans diverses villes de France. Elles consistent à éteindre des enseignes qui restent souvent allumées toute la nuit, en abaissant les leviers des interrupteurs inter-pompiers situés à l'extérieur des magasins. Comme les enseignes sont souvent commerciales, les actions rejoignent le mouvement des déboulonneurs dans leur lutte contre l'agression publicitaire. Le Clan du Néon est aussi proche des Vélorutions et autres fêtes de rue[réf. nécessaire] par son approche festive et souvent déguisée. Un mouvement qui milite à la fois contre le gaspillage énergétique et l’agression publicitaire.

## Origine
Le Clan du Néon est apparu à Paris en 2007. Autour d'un blog, noyau de la diffusion du mouvement, les fondateurs ont tout d'abord cherché à partager leur idée d'éteindre les néons et ont montré la méthode par un mode d'emploi animé, ainsi que des vidéos des premières actions filmées et postées sur des sites de partage.

## Revendications
La revendication principale est l'interdiction de laisser les enseignes commerciales allumées ainsi que les vitrines si le commerce est fermé ou en pleine journée. Lutter contre la généralisation de la pollution lumineuse dans les villes et les zones péri-urbaines ainsi que l'omniprésence des publicités tout au long de la nuit, plus visible donc plus gênante. L'économie d'énergie est également au centre de la démarche,.

## Soutiens
Certaines revendications du Clan du Néon ont rejoint sans le savoir celles d'autres groupes ou associations. Concernant la lutte contre la pollution lumineuse, l'Association Nationale pour la Protection du Ciel et de l'Environnement Nocturnes (ANPCEN) agit depuis l'an 2000 contre les nuisances lumineuses et fonde son argumentation sur des études scientifiques et techniques. Cette association se démène pour rencontrer les élus et militent pour le respect de l'alternance du jour et de la nuit, des cycles naturels pour éviter divers troubles pour la flore et la faune y compris pour la santé humaine. Ils mettent en avant le bon sens lorsqu'il s'agit, par exemple, d'éviter d'éclairer le ciel avec les réverbères installés dans la ville alors que les citoyens ont besoin de voir où ils mettent les pieds. Les éteigneurs de néons ont rajeuni cette revendication pour pouvoir « voir les étoiles », permettant de stimuler l'imaginaire et de rêver, en ajoutant à cette lutte la notion de pollution de l'espace visuel urbain ou péri-urbain et de refus de la publicité imposée par les commerçants dans l'espace public à l'heure où les économies d'énergie ne sont plus seulement bienvenues mais deviennent indispensables.

## Mode d'action
Les actions relèvent d'un certain militantisme qui se veut ludique, drôle et non-dégradant, puisque les lumières peuvent toujours être rallumées. Certains « pêcheurs » joignent parfois un tract expliquant leur démarche, pour que l'action ne soit pas prise pour une plaisanterie ou pour un dysfonctionnement technique. Les pêcheurs filment souvent leurs actions et retransmettent les vidéos sur des médias comme YouTube ou DailyMotion.
Si certains groupes se sont autoproclamés « pêcheurs », c'est parce qu'ils utilisent souvent un outil semblable à une canne à pêche pour éteindre les néons à distance[réf. nécessaire]. L'interrupteur du néon, ou boîtier inter-pompier est normalisé et est identifié grâce à un voyant rouge. Les pêcheurs, munis parfois d'un manche à balai scotché à un cintre, l'éteignent en tirant vers le bas le bras du boîtier. Pour accéder aux boîtiers les plus hauts, certains font la courte-échelle ou escaladent la façade.

## Médiatisation
Un article publié dans le journal Le Parisien a déclenché un mécanisme de médiatisation toujours plus large et audible. La presse écrite autant qu'audiovisuelle s'est intéressée au sujet et  plusieurs actions ont été accompagnées d'un journaliste. Un grand nombre de blogs et de sites internet se sont également fait l'écho du mouvement, à commencer par la rubrique internet de Libération Écrans qui a contribué à l'emballement médiatique.
Une bande dessinée est parue en avril 2009 « Vol au-dessus d'un nid d'écologistes » de LEDUC et CABELLIC aux éditions Clair de Lune.
Le célèbre caricaturiste de presse DELIGNE a offert au Clan du Néon une illustration animée à vocation humoristique « Black is Beautiful » à l'occasion de l'événement « Earth hour » organisé par le WWF le 28 mars 2009.
Depuis janvier 2010, moins d'actions dans la rue ont été constatées, même si le mouvement est resté vivant par l'intermédiaire de publications plus durables que la presse quotidienne et hebdomadaire ainsi que des articles publiés régulièrement sur différents blogs affiliés ou non au Clan du Néon.

## Internationalisation du mouvement
Dès le mois de mars 2008, au-delà des frontières françaises, des citoyens en général et des journalistes en particulier ont fait part de leur intérêt pour ce mouvement et surtout pour ses idées. Ainsi, en Belgique, aux Pays-Bas, au Royaume-Uni... des habitants ont cherché dans leur pays les fameux « boîtiers néons » sur les façades des commerces, dans l'objectif de faire la même chose qu'en France. Mais si ces boîtiers existent en Belgique ou aux Pays-Bas, ils ne semblent pas exister en Suède, aux États-Unis d'Amérique ou en Chine.

## Critiques et situation légale
Certains commerçants qui ont contacté le Clan du Néon sur leur blog, regrettent que le Clan du Néon n'ait pas plus cherché dans un premier temps à entrer en contact avec eux pour expliquer leur démarche. Un tract est parfois laissé sur la vitrine du commerce éteint pour expliquer leur geste et inviter à éteindre l'enseigne lumineuse en même temps que la fermeture du commerce. Mais les commerçants pensent que c'est un manque à gagner en visibilité sur la voie publique, que personne ne peut les en empêcher.
Les activistes bénéficient d'un flou juridique certain puisqu'ils ne dégradent rien. Aucun délit d'extinction de néon n'a encore été inventé. Certains activistes ont toutefois déjà été interpellés par les services de Police mais sans être arrêtés pour autant,.
Le législateur a donné assez vite une assise juridique à ce mouvement puisque qu'une proposition de loi visant à lutter contre les pollutions lumineuses nocturnes a été déposée le 7 mai 2008 à l'Assemblée Nationale.
Un décret n° 2011-831 du 12 juillet 2011 relatif à la prévention et à la limitation des nuisances lumineuses, a été adopté par le gouvernement français en juillet 2011 visant à prévenir et à limiter les nuisances lumineuses.
Un arrêté du 25 janvier 2013, paru au journal officiel de la République française (JORF n°0025 du 30 janvier 2013 page 1810), va dans le sens du mouvement qu'a participé à mettre sur le devant de la scène le Clan du Néon et officialise ainsi l'essence d'un combat d'action directe non violente. Il est entré en vigueur le 1er juillet 2013.
Depuis le 1er janvier 2019 soit 12 ans après la naissance du mouvement, une loi  est entrée en application pour interdire l’éclairage des enseignes lumineuses des commerces la nuit, 1 heure après la fermeture du commerce. Elle abroge par son Article 7 le précédent arrêté. Cet arrêté concerne les éclairages extérieurs (enseignes) mais aussi les éclairages intérieurs donnant vers l’extérieur (vitrines) qui eux ne sont souvent pas reliés au boîtier inter-pompiers, mascotte du Clan du Néon.
Un nouveau décret du 5 octobre 2022 portant modification de certaines dispositions du code de l'environnement relatives aux règles d'extinction des publicités lumineuses et aux enseignes lumineuses, prévoit dans son Article 3 des amendes conséquentes en cas de non respect : « Art. R. 581-87-1.-Est puni de l'amende prévue pour les contraventions de la cinquième classe [1500€ et 3000€ en cas de récidive] le fait d'apposer, de faire apposer ou de maintenir après mise en demeure, une publicité ou une enseigne lumineuse sans observer les prescriptions de l'article R. 581-35 et des troisième à cinquième alinéas de l'article R. 581-59. »
Ces lois ne semblent pas toujours respectées depuis leur promulgation ce qui pose la question de la renaissance du mouvement en l’absence d’intervention des pouvoirs publics.